# گاه‌شماری ایگبو
تقویم ایگبو سیستم گاه‌شماری سنتی مردمان ایگبو در جنوب شرقی نیجریه است که دارای ۱۳ ماه در یک سال (به نام آفو)، ۷ هفته در ماه (اُنوا) و ۴ روز به عنوان روز بازار ایگبو (آفور، نکوُ، اِکه و اُریه) در یک هفته (ایزو) به اضافه یک روز اضافی در آخرین ماه سال است. نام این ماه‌ها توسط آنگولو آنووئه‌جیوگو در سال ۱۹۸۱ گزارش شده‌است.
این تقویم توسط «آنگلیکوس اوناسانیا» در سال ۲۰۰۹ در کتاب «ضرورت کنونی: ایجاد ملت واقعی نیجریه» ارائه شده‌است. بسیاری از قسمت‌های این تقویم به نام ارواح خاص و خدایان در اساطیر ایگبویی اختصاص دارد. مردم ایگبو اعتقاد داشتند که بعضی از ارواح و خدایان دانش زمان را به آن‌ها آموخته‌اند.
گرچه عبادت و احترام روحانی بخش بزرگی از ایجاد و توسعه سیستم تقویم ایگبویی بود، تجارت نیز نقش مهمی در ایجاد تقویم ایگبو ایفا کرد. این موضوع در خود اسطوره‌های ایگبو نیز مورد تأکید بوده‌است. یک مثال از این موضوع، روزهای بازار ایگبو است که هر اجتماع روزی را برای باز کردن بازارهایش تعیین می‌کند، به همین دلیل تقویم ایگبو هنوز هم مورد استفاده است چرا که با امرار معاش اعضای جامعه ارتباط دارد.
برخی از جوامع ایگبو سعی کرده‌اند تقویم سیزده‌ماهه را با دوازده ماه، مطابق تقویم گرگوری تنظیم کنند.
تقویم ایگبویی نه جهانی است نه هماهنگ با سایر تقویمها، بنابراین اجتماعات مختلف در مراحل مختلف هفته یا حتی سال خواهند بود. با این وجود چرخه چهار و هشت روزه به منظور هماهنگ‌سازی روزهای بازار بین روستاها و بخش‌های مهم‌تر (به عنوان مثال پادشاهی نری) هم‌زمان شروع به کار می‌کنند.

## روزهای بازار
ایگبوییها به‌طور کلی دارای چهار روز بازار هستند: اِکه، اُریه، آفور و نِکوو. روزهای بازار به ترتیب زیر دنبال می‌شوند:
1. اِکه
2. اُریه
3. آفور
4. نکوو

در بخش‌های مختلف قلمرو ایگبو، هر جامعه دارای بازاری است که با نامهای یادشده روز بازار، یعنی بازار اکه یا بازار آفور خوانده می‌شود. چیزی مانند جمعه بازار یا پنجشنبه بازار.

## سیستم گاه‌شماری
در تقویم سنتی ایگبو ۴ روز (اِکه، اُریه، آفو، نکوو) یک هفته (ایزو)، هفت هفته یک ماه (اُنوا) بیست و هشت روزه و ۱۲ماه به همراه یک یک ماه ۲۹ روزه یک سال را تشکیل می‌دهند. گاه‌شماری نیز به‌طور سنتی در دست روحانیون یا دیبیا است.
نام روزها ریشه در اساطیر پادشاهی نری دارند. اِری، بنیانگذار پادشاهی نری، برای شکستن معمای زمان سفری را آغاز کرد و در این سفر چهار روز را شمارش و تکریم کرد که به اسم چهار روح مقدسی بودند که نامشان بالاتر گفته شد. از این رو نام آن ارواح مقدس به روزهای هفته تبدیل شدند. روزها نیز به چهار نقطه اصلی می‌رسند، آفو مربوط به شمال، نکوو به جنوب، اِکه به شرق، و اُریه مربوط به غرب است. این ارواح، که ماهی فروش بودند، توسط چاکوو (خدای بزرگ) برای ایجاد بازار در سراسر قلمرو ایگبو فرستاده شده بودند.

## استفاده
تقویم ایگبو جهانی نیست و ثبت شده و رسمی نمی‌باشد و به‌طور نسبی در ذهن برخی از مردم نیجریه باقی مانده‌است که آن هم در حال فراموشی است.